# 충주 이시진 묘소
충주 이시진 묘소(忠州 李時振 墓所)는 충청북도 충주시 동량면 대전리에 있는 조선시대 이시진의 무덤이다. 2010년 12월 10일 충청북도의 기념물 제149호로 지정되었다.

## 개요
이시진(1578∼1633)은 조선시대 「東國新續三綱行實圖」에 기록된 효자로서 국가로부터 정려를 받은 인물이다.
이시진 묘소(李時振 墓所)는 17세기 전반부터 20세기 중엽에 이르기까지 전주이씨 임영대군 효자공파 6세손인 이시진 묘부터 13세손인 이명규 묘까지 조성되어 있다. 墓域은 구릉의 능선을 따라 李時振 墓, 李晩栽(이시진의 장자) 墓, 李世彦(이만재의 장자) 墓, 李億齡(이세언의 장자) 墓, 李顯昌(이억령의 장자) 墓, 5대에 걸친 직계 장손들의 묘소가 차례로 조성되어 있다. 李鶴齡(이세언의 차자) 墓, 李濟弘 墓, 李思遠 墓, 李明圭 墓 등 방계 후손들의 묘도 함께 있는데 능선부에서 약간 비켜 조성되어 있다.
5대묘는 봉분과 석물(상석, 혼유석, 향로석, 석비, 망주석 등)을 갖추고 있으며 상석과 혼유석, 향로석 등은 조성당시의 석물이며 석비와 망주석은 대개 2003년 종중에서 일괄 건립한 것이다. 이시진, 이제홍 묘 석비는 당시의 것이다.
이시진 묘에는 石碑(2점), 望柱石, 魂遊石, 床石, 香爐石 등을 갖추고 있으며 석비 1점은 2003년에 건립하였으며 망주석도 이때 세운 것으로 보인다.
무덤은 평면 사다리꼴 형태이며 가로 6ｍ, 세로 6ｍ, 높이 1.5ｍ정도이다. 부인 전주 황씨와 풍산 심씨를 합장하였다. 李時振(1578～1633)은 全州李氏 臨瀛大君派 6세이다.
이만재 묘는 이시진 묘 바로 아래에 위치하며 床石, 魂遊石, 香爐石(이상 조성 당시), 石碑, 望柱石(이상 2003년)등을 갖추고 있다. 무덤의 형태는 평면 사다리꼴에 가까우며 가로 5.2ｍ, 세로 8ｍ,높이 1.6ｍ정도이다. 분묘 조성 당시 석비를 세우지 않고 상석 前面에 ‘折衝將軍 行 龍驤衛副護軍 全州李公 晩栽之墓 配 淑夫人 坡平尹氏 祔左 癸坐’라 刻字하였다. 李晩栽는 이시진(1625～1705)의 장자이다.
이세언(1646∼1708) 묘는 이만재 묘 아래에 위치한다. 床石, 香爐石(이상 조성 당시), 石碑, 望柱石(이상 2003년)등을 갖추고 있다. 무덤의 형태는 평면 삼각형에 가까우며 가로 5ｍ, 세로 6.5ｍ, 높이 1.5ｍ정도이다. 분묘 조성 당시 석비를 세우지 않고 상석 前面에 ‘成均進士 全州李公 世彦之墓 配 公人 竹山朴氏 祔左 癸坐’라 刻字하였다. 李世彦(1646∼1708)은 이만재의 장자이다.
이억령 묘는 이세언 묘 바로 아래에 위치한다. 床石, 香爐石(이상 조성당시), 石碑, 望柱石(이상 2003년)등을 갖추고 있다. 무덤의 형태는 유돌 분이며 직경 4ｍ, 높이 1ｍ정도이다. 분묘 조성 당시 석비를 세우지 않고 상석 前面에 ‘通仕郞 全州李公 億齡之墓 配 孺人 金海金氏 祔左癸坐’라 刻字하였다. 李億齡(1672∼1722)은 이세언의 장자이다.
이현창 묘는 이억령 묘 우측 아래(이학령 묘 바로 아래)에 위치하며 2009년 부인 밀양박씨와 합장하면서 봉분을 재 조성하였다. 상석, 혼유석, 향로석, 석비, 망주석 등을 갖추고 있다(2009년 건립). 봉분은 유돌분으로 직경 3ｍ, 높이 1.2ｍ 정도이다. 李顯昌(1695∼1771)은 이억령의 長子이다.
이시진 묘소(李時振 墓所)는 조성 당시의 원형이 잘 보존되어 있으며, 순조 12년(1812)에 세운 것으로 추정되는 이시진 묘비(묘표)와 상석, 향로석, 계체석 등이 잘 남아있어 조선후기 묘제 연구에 중요한 자료를 제공할 것으로 여겨진다. 또『동국신속삼강행실도(東國新續三綱行實圖)』에 등장하는 이시진의 효행을 실체적으로 보여주는 유적이라는 점에서 그 의미가 매우 크다.

## 참고 문헌
- 충주 이시진 묘소 - 국가유산청 국가유산포털